# Xenolagria tincta
Xenolagria tincta là một loài bọ cánh cứng trong họ Tenebrionidae. Loài này được Blackburn miêu tả khoa học đầu tiên năm 1889.